# Paularo
Paularo (furlansko Paulâr) je naselje in občina v severozahodni italijanski avtonomni deželi Furlaniji - Julijski krajini.

## Geografija
Paularo se nahaja v Videmski pokrajini v zaprti dolini Chiarsò (Incaroio), obdani s karnijskimi gorami Tersadio, Dimonom, Zermulo, Salinchietom in Serniom. Najlažje je dostopen z juga po dolinski cesti iz 20 km oddaljenega Tolmeča, preko prelaza Ligosullo je povezan z zahodno ležečo 14 km oddaljeno Paluzzo, preko severovzhodnega prelaza Lonice (Passo Cason di Lanza) pa z 31 km oddaljeno Tabljo.
Znotraj občine se poleg Paulara nahajajo še zaselki (it. frazioni) Casaso (fur. Cjasâs), Chiaulis (Cjaulis), Dierico (Gjeri), Misincinis, Ravinis, Rio (Rù), Salino, Trelli (Treli), Villafuori (Vile di fûr) in Villamezzo (Vile di mieç).

## Pobratena mesta
- Bucine (Arezzo, Toskana),
- Cirkno (Koroška, Avstrija),
- Sillingy (Rona-Alpe, Francija).